# The Thing (película de 1982)
The Thing (La cosa en España, La cosa del otro mundo en México y El enigma de otro mundo en Argentina y varios países de Hispanoamérica) es una película de terror y ciencia ficción estadounidense de 1982 dirigida por John Carpenter y escrita por Bill Lancaster. Basado en la novela de 1938 de John W. Campbell Jr. Who Goes There?, cuenta la historia de un grupo de investigadores estadounidenses en Antártida que se encuentran con la «Cosa», una forma de vida extraterrestre parasitaria que se asimila y luego imita a otros organismos. El grupo es superado por la paranoia y el conflicto, ya que aprenden que ya no pueden confiar entre sí y que cualquiera de ellos podría ser la Cosa. Está protagonizada por Kurt Russell como un piloto de helicóptero del equipo, R.J. MacReady, e incluye a A. Wilford Brimley, T. K. Carter, David Clennon, Keith David, Richard Dysart, Charles Hallahan, Peter Maloney, Richard Masur, Donald Moffat, Joel Polis y Thomas Waites en papeles secundarios. Esta película también sirvió como inspiración para la creación del videojuego Among Us
La producción comenzó a mediados de la década de 1970 como una fiel adaptación de la novela, después de la popular The Thing from Another World de 1951. The Thing pasó por varios directores y escritores, cada uno con diferentes ideas sobre cómo enfocar la historia. El rodaje duró aproximadamente 12 semanas a partir de agosto de 1981 y tuvo lugar en sets refrigerados en Los Ángeles, así como en Juneau (Alaska) y Stewart (Columbia Británica). Del presupuesto de $15 millones de la película, $1.5 millones se gastaron en los efectos de las criaturas de Rob Bottin, una mezcla de productos químicos y alimenticios, goma y piezas mecánicas que su gran equipo convirtió en un extraterrestre capaz de asumir cualquier forma.
The Thing fue estrenado en 1982 con críticas muy negativas. Fue descrito como «basura instantánea», «un exceso miserable» y propuesto como la película más odiada de todos los tiempos. Las críticas elogiaron los logros de los efectos especiales y criticaron su repulsión visual, mientras que otras se centraron en la caracterización deficiente. La película ganó $19.6 millones durante su recorrido en cines. Se han citado muchas razones por no haber impresionado a la audiencia: la competencia de películas como E.T., el extraterrestre, que ofrecía una visión optimista de la visita de extraterrestres; un verano lleno de exitosas películas de ciencia ficción y fantasía; y una audiencia, viviendo una recesión, diametralmente opuesta al tono nihilista de The Thing.
La película encontró un público positivo cuando se estrenó en video y con el paso del tiempo se ha consolidado como una película de culto. En los años posteriores, se ha revaluado como una de las mejores películas de ciencia ficción o de horror. Los cineastas han notado su influencia en su trabajo y se ha mencionado en otros medios, como la televisión y los videojuegos. The Thing ha generado una variedad de productos, incluida una novela de 1982, casas encantadas, juegos de mesa y secuelas en cómics, un videojuego del mismo nombre y una precuela de 2011 del mismo nombre y una nueva versión en 2020.

## Argumento
Los miembros de la estación 31 de investigación estadounidense en la Antártida son alertados por sonidos de disparos y explosiones. Al examinar qué está pasando, descubren que un perro de raza alaskan malamute es perseguido por el helicóptero de una estación noruega cercana, desde la nave, uno de sus tripulantes dispara e intenta matar al perro. En medio de la confusión e incapacidad de comunicarse en otro idioma, y creyendo que los noruegos se han vuelto locos debido a una estancia prolongada en la Antártida, se produce un enfrentamiento donde estos mueren a manos de los estadounidenses. Durante la escaramuza, uno de los estadounidenses, Bennings (Peter Maloney), es herido. Tras el incidente, Clark (Richard Masur) lleva al can a la estación donde deambula sospechosamente.
Los estadounidenses intentan comunicar el incidente por radio, pero el aparato no funciona. Debido a esto el piloto R. J. MacReady (Kurt Russell) y el doctor Copper (Richard Dysart) deciden ir en helicóptero a la estación noruega para buscar alguna respuesta. Al llegar, descubren que la estación está en ruinas, sin señales de vida. Mientras Copper recoge cintas de vídeo y documentos, MacReady descubre un gran bloque de hielo con una cavidad en el centro. Fuera del campamento encuentran el cadáver calcinado de una criatura humanoide con dos caras. Los estadounidenses llevan el cuerpo a su campamento, donde el doctor Blair (Wilford Brimley) realiza una autopsia. Sin embargo, lo único que descubre es que los órganos de la criatura son los de un ser humano normal, por lo que se guarda en un almacén para más estudios a petición del Dr. Blair.
Mientras tanto, el perro es llevado al canil de la estación y sin humanos cerca sufre una metamorfosis transformándose en un monstruo y ataca a los demás perros. Ante los ladridos de los animales, los estadounidenses acuden al lugar y Childs (Keith David) mata a la entidad con un lanzallamas. Tras hacer una autopsia al cadáver, Blair descubre que era un extraterrestre con la capacidad de infectar otras formas de vida, asimilando todo recuerdo, aspecto, aprendizaje y habilidades de la víctima, por lo que asume que podría haber imitado a más miembros de la estación. Tras esto, los hombres comienzan a sospechar entre sí, al no estar seguros de quién es humano, comenzando con Clark que estuvo mucho tiempo cerca del perro mutante, pero nadie sospecha de Palmer (David Clennon).
Tras el incidente con el perro, utilizando el equipo y cintas de vídeo encontradas en la estación de los noruegos, MacReady, Norris (Charles Hallahan) y Palmer llegan a la excavación descubriendo que los noruegos encontraron un cráter en cuyo interior hay una nave espacial y más lejos un hoyo de donde encontraron a la criatura. Basándose en las capas de hielo que rodean la nave, Norris estima que se estrelló hace al menos 10.000 años. Regresando a la base, Nauls (T. K. Carter) va a la cocina de la base y encuentra ropa interior rasgada de alguien, por lo que confronta al equipo para saber de quién es, pero todos desconfían de la identidad del otro. 
En el laboratorio, después de hacer simulaciones en la computadora de la base, Blair descubre que si la criatura llega al mundo exterior podría devorar toda la vida que existe sobre la Tierra en menos de 4 años, se arma con una pistola dispuesto a hacer lo necesario para detener al monstruo. 
MacReady es llamado por el altavoz de que debe ir al almacén para sacar sus cosas para hacer espacio para la criatura, allí Fuchs le pide hablar en privado sobre el comportamiento extraño de Blair después de la autopsia, donde no sale de su habitación. Fuchs le robo un cuaderno con información de que el cadáver humanoide aun tiene actividad celular y más cosas raras acerca de sus conclusiones del ente alienígena.  
La criatura humanoide malformada aparentemente "muerta" asimila a un Bennings aislado que se quedó solo en el almacén por sus cosas, pero Windows llega de sorpresa interrumpiendo el proceso y miedoso deja caer unas llaves, alerta a MacReady con Fuchs, la alarma de la base se activa y el equipo se reúne alrededor de la Cosa-Bennings que trato de huir en el exterior, tratan de ayudarlo pero el imitador hace un grito potente que asusta a todos los presentes, MacReady se da cuenta de que no es el verdadero Bennings, procede derramar un tanque de diésel y quemar al impostor usando una bengala. El equipo decide quemar todos los cuerpos infectados, objetos y ropa ensangrentada en los que tuvo contacto por seguridad, allí notan la ausencia de Blair, luego de enterrar la hoguera con nieve usando la única excavadora, Fuchs informa a MacReady de que Windows esta en la radio tratando de comunicarse y los demás en la sala de recreación. 
MacReady se dispone a ir con los demás pero ve a Blair salir del helicóptero y regresando a la base, al revisarlo con una linterna ve que esta arruinado el panel de control, oye disparos y regresa corriendo con el equipo, encuentran a Blair que se atrinchero en el cuarto de comunicaciones teniendo a Windows de rehén, ya que Blair en un ataque de pánico saboteo todos los vehículos, equipos de cómputo, mato a los perros de trineo sobrevivientes del ataque de la cosa y destruyo la radio para evitar escapes porque dice que el extraterrestre ya infecto a varios en la estación y debe evitar que salga del continente antes de que sea tarde. El equipo lo incapacita a golpes y lo encierra en un cobertizo de herramientas, allí el  Dr.Copper le da un sedante para calmarlo y ahora tienen la misión de luchar tanto por su supervivencia como por la de toda la raza humana. 
El Dr.Copper sugiere una prueba para comparar la sangre de cada miembro contra la sangre no contaminada almacenada en la nevera de una habitación, pero durante lo ocurrido con Bennings, alguien destruyó las reservas de sangre , los hombres pierden la fe en Garry ya que él tenía las llaves de ese lugar sin saber el grupo de que Windows las dejó caer en el almacén por el susto pasado y pensando que alguno es el impostor busca las  armas tratando de defender diciendo que Garry es sospechoso, Garry le apunta con su arma, MacReady calma la situación y el grupo por tanto lo elige  a tomar el mando para controlar la desconfianza en el equipo, primero queman las bolsas de sangre para evitar infecciones y luego ordena separar a Clark porque se fue al canil cuando Childs aviso sobre la muerte de los perros y se tardo en volver, Copper por tener acceso al sitio y a Garry por tener las llaves; ya que alguno de ellos pudo sabotear la sangre, a Childs y Norris atar a los sospechosos e inyectarles morfina y vigilarlos en el comedor, mientras MacReady se dispone a dejar un mensaje grabado a modo de bitácora a quien lo encuentre, la desconfianza aumenta en la estación junto con la tormenta que lleva 2 días sin parar. 
MacReady busca a Fuchs para saber si tiene alguna prueba para verificar la identidad de cada uno y Fuchs solo dice que todos deben comer enlatados para evitar cocinar alimentos en un intento de prevenir la contaminación de la criatura. MacReady se va y más tarde se produce un apagón en la estación, Fuchs enciende una vela y trata de buscar al grupo pero ve pasar una sombra delante de él, la sigue hasta que se pierde, ya estando afuera usa una bengala y sigue buscando hasta encontrar una ropa con las iniciales de MacReady y luego se corta la escena.
Luego de arreglar el fusible roto que alguien daño intencionalmente, MacReady ordena buscar a Fuchs ya que paso una hora sin saber su paradero, Palmer no quiere buscar con Windows adentro de la base, haciendo un altercado que hace que MacReady cambie de opinión y vaya con Windows y Nauls, mientras Childs busca adentro y Norris vigile al grupo atado, para reunirse en 20 minutos.
MacReady, Windows y Nauls se dirigen con Blair para preguntarle si vio a Fuchs pero MacReady nota algo extraño en su comportamiento ya que esta más tranquilo y con deseos de volver al grupo, pero lo dejan en el cobertizo y más tarde encuentran el cadáver quemado de Fuchs en el exterior y suponen que se inmoló para evitar la asimilación. Windows vuelve a la base para informar al grupo mientras que MacReady nota luces prendidas en su cabaña, le dice a Nauls que investiguen porque él antes de irse las apagó. Pasan 40 minutos y el grupo nota que no regresan Nauls y MacReady, Childs ordena colocar tablas en las puertas que abran al exterior, porque piensan que ya son víctimas del alíen, Norris nota a Nauls y le abre la puerta, Nauls explica que a su regreso a la base, abandona a MacReady en una tormenta de nieve, creyendo que ha sido asimilado después de encontrar un trozo de una chaqueta desgarrada con su nombre dentro de una estufa. El equipo debate si debe permitirse la entrada de MacReady, pero esté entra por una ventana en otra habitación e interrumpe y mantiene al grupo a raya amenazándolos con detonar la dinamita que tiene con la bengala que enciende. 
Durante la discusión, Norris parece sufrir un ataque al corazón, una parte del equipo lo lleva para su reanimación y el resto para vigilar a MacReady porque desconfían de su identidad, cuando el Dr.Copper intenta desfibrilar a Norris, su pecho se transforma en una gran boca que le arranca los brazos, matándolo instantáneamente. Los demás llegan con MacReady y éste incinera la Cosa-Norris, pero su cabeza se desprende e intenta escapar antes de ser quemada. Aquí MacReady a punta de revólver obliga a todos a realizar una prueba para saber quien es humano y quien no. El incidente con la cabeza de la Cosa-Norris plantea como hipótesis que cada parte de la Cosa podría ser autónoma y con su propio instinto de supervivencia, por ello toma muestras de sangre de cada uno y las toca con un trozo de alambre al rojo vivo razonando que las muestras infectadas reaccionarán intentando protegerse de ser quemadas. Después MacReady se ve obligado a matar a Clark en defensa propia cuando este último se abalanza sobre él desde atrás con un bisturí. MacReady ordena a Palmer amarrar tanto a vivos como muertos, donde Palmer es atado por Windows y esté es atado por MacReady finalmente. Todos pasan la prueba uno por uno y cuando es el turno de Palmer, Garry dice que la prueba es una pérdida de tiempo, MacReady responde que lo dejara de últimas, y cuando pasa el alambre sobre la sangre de Palmer, ésta salta y grita ante el calor. Palmer se transforma revelando ser una cosa, se desata con gran fuerza y se pega al techo, el lanzallamas de MacReady no prende debido a una falla inoportuna y ordena a Windows a quemarlo con su lanzallamas pero éste se deja dominar por el miedo, Cosa-Palmer baja del techo y lo ataca infectándolo, hasta que lo suelta ya que durante la lucha, los focos se rompen y la pierna de Windows hace contacto con la electricidad por un momento, MacReady logra funcionar su lanzallamas y quema a Cosa-Palmer pero trata de huir al exterior, MacReady le tira una granada acabando con el de una vez, regresa y quema al pobre Windows con el otro lanzallamas.
Después Childs se queda de guardia mientras los otros van a probar a Blair. Encuentran que ha escapado del cobertizo y hallan al final de un túnel que ha estado utilizando los componentes de los vehículos dañados para ensamblar una pequeña nave espacial que MacReady destruye con explosivos. A su regreso, Childs ha desaparecido y el generador de energía está destruido. MacReady especula que, ahora que no dispone de una nave espacial, la Cosa pretende dejarlos morir en el frío mientras regresa a hibernación hasta que llegue un equipo de rescate al que pueda asimilar para llegar a la civilización. MacReady, Garry y Nauls deciden detonar toda la estación para destruir la Cosa, usan la excavadora para entrar a la base y la destruyen, queman la base con molotovs improvisados y explosivos, luego llegan al generador, pero cuando preparan las últimas cargas, la Cosa-Blair se aparece matando a Garry y Nauls desaparece al ir a buscarlo. MacReady se da cuenta de que es el último hombre en pie y trata de activar los explosivos cuando la cosa-Blair se revela transformándose en una enorme criatura monstruosa y destruye el detonador. MacReady dispara los explosivos restantes con un cartucho de dinamita, destruyendo la base y al monstruo. 
MacReady sobrevive y se sienta cerca de las llamas para mantener el calor mientras se queman las ruinas de la estación. Childs aparece, explicando que se perdió en la tormenta mientras perseguía a Blair. Agotados y muriendo de frío, reconocen la inutilidad de su desconfianza y comparten una botella de whisky esperando a ver que pasa después.

## Reparto
| Actor            | Papel           |
| ---------------- | --------------- |
| Kurt Russell     | R. J. MacReady  |
| Wilford Brimley  | Dr. Blair       |
| T. K. Carter     | Nauls           |
| David Clennon    | Palmer          |
| Keith David      | Childs          |
| Richard Dysart   | Dr. Copper      |
| Charles Hallahan | Vance Norris    |
| Peter Maloney    | George Bennings |
| Richard Masur    | Clark           |
| Donald Moffat    | Garry           |
| Joel Polis       | Fuchs           |
| Thomas Waites    | Windows         |

Adrienne Barbeau, exesposa de Carpenter, es la única mujer en el elenco de la película, dando voz al ordenador con el que MacReady juega al ajedrez al comienzo de la película.

## Producción
John Carpenter era un fanático de la película The Thing from Another World, estrenada en 1951 y producida por Howard Hawks. En 1981, Universal Pictures ofreció a Carpenter hacer una nueva versión de la película. Pero en vez de hacer un remake de dicha cinta, optó por adaptar el relato en que la misma se había basado, Who Goes There? de John W. Campbell. Según Carpenter, los aspectos que quiso resaltar en la historia fueron la paranoia de los personajes al verse enfrentados a una criatura que puede adoptar la apariencia de otros seres vivos y la importancia de la identidad. El guion de la nueva versión fue escrito por Bill Lancaster, hijo de Burt Lancaster. A diferencia de otras de sus películas, John Carpenter no compuso la banda sonora de The Thing, tarea que asumió el italiano Ennio Morricone. La música de Morricone para la cinta siguió un estilo similar al del mismo Carpenter, optando por sonidos minimalistas.
La cinta tuvo un presupuesto estimado de 15 millones de dólares y su rodaje duró cerca de tres meses. Las primeras escenas filmadas se realizaron en un glaciar cerca de Juneau, Alaska. Las escenas interiores fueron filmadas en los estudios de Universal en Los Ángeles, los cuales fueron aclimatados para lograr el efecto de estar varios grados bajo cero. Finalmente, para el resto de las escenas exteriores el equipo viajó a la provincia canadiense de Columbia Británica, ubicada cerca de la frontera con Alaska. Dichas escenas fueron filmadas durante las últimas semanas de rodaje.
Los efectos especiales corrieron a cargo de un grupo liderado por Roy Arbogast, entre los cuales se encontraban Rob Bottin, Albert Whitlock y Stan Winston. Winston trabajó en la primera escena donde el extraterrestre da a conocer su verdadera apariencia, que tiene lugar en una jaula donde están los perros de raza malamute de Alaska.

## Estreno
The Thing fue estrenada en 840 cines de Estados Unidos el 25 de junio de 1982, siendo clasificada R por la MPAA (restringido a menores de 17 años). El fin de semana de estreno debutó octava en la taquilla, recaudando más de 3 millones de dólares. Tras algunas semanas, The Thing logró recaudar un total de $19.629.760 en Estados Unidos. John Carpenter atribuyó la baja recaudación de la película al exitoso anterior estreno de otra cinta sobre encuentros con seres de otro mundo, E.T., el extraterrestre de Steven Spielberg, que estaba enfocada a un público más familiar.

## Recepción
Tras su estreno The Thing recibió comentarios diversos por parte de la crítica cinematográfica. Roger Ebert del periódico Chicago Sun-Times destacó los efectos especiales de la cinta, pero criticó algunas actuaciones y ciertos elementos de la trama. Por su parte, Vincent Canby de The New York Times se refirió a ella como "una película tonta, deprimente y sobreproducida [...] una obra prácticamente sin trama compuesta de muchos efectos especiales, con actores usados simplemente como objetos para ser cortados, acuchillados, destripados y decapitados". Pedro Crespo del periódico ABC sostuvo que Carpenter abusaba del sobresalto en vez de generar inquietud, lo cual terminaba aburriendo.
Pese a la disparidad de las críticas iniciales, la película fue ganando mejores comentarios con el paso de los años. The Thing tiene un 86% de comentarios "frescos" en el sitio web Rotten Tomatoes, basado en un total de 45 críticas. James Berardinelli de Reelviews escribió que el filme "es uno de esos remakes poco comunes que se mantienen fieles a la premisa original pero hacen algo único con el concepto"; destacó además la atmósfera de paranoia que rodea a los personajes. Los sitios web Filmsite.org y Film.com la incluyeron entre las mejores películas de 1982, y está entre las 250 cintas mejor evaluadas en IMDb por los usuarios. Por su parte, la Chicago Film Critics Association la ubicó en el puesto número 17 de las películas más terroríficas de la historia. En 2008, la revista Empire llevó a cabo una encuesta entre lectores y críticos de cine para seleccionar las 500 mejores películas de todos los tiempos y The Thing fue ubicada en el puesto 289. Al año siguiente, Entertainment Weekly la incluyó entre las 20 películas más terroríficas de todos los tiempos.

## Adaptaciones
En junio de 1982 Alan Dean Foster publicó una novela homónima basada en el guion de la película. A partir de 1991, la editorial Dark Horse publicó cuatro cómics que narraban los acontecimientos posteriores a la película. Los títulos de los cómics fueron: The Thing From Another World, The Thing From Another World: Climate of Fear, The Thing From Another World: Eternal Vows y The Thing From Another World: Questionable Research.
Cabe destacar la libre adaptación al cómic del relato original de John W. Campbell que publicó la editorial E.C.cómic en diciembre de 1952 en el n.º 16 de la revista Weird Fantasy titulado "The green thing".
La empresa Computer Artworks lanzó en 2002 The Thing, un videojuego que tiene lugar después de los acontecimientos de la película y en el que se visitan la mayoría de escenarios que se muestran en esta, incluyendo la base estadounidense y noruega. El juego fue lanzado para PlayStation 2, Xbox y PC, para el cual se comenzó a trabajar en una segunda parte, pero finalmente fue cancelada.
En enero de 2010 la revista Clarkesworld Magazine publicó un relato de Peter Watts titulado The Things, que narra la historia de la película desde la perspectiva de la criatura alienígena. Estuvo nominado a un premio Hugo en la categoría de mejor relato corto.
En octubre de 2017 salió al mercado The Thing: infection at outpost 31, un juego de mesa basado en la película, cuyo objetivo será que los jugadores sientan la tensión mostrada en la película mientras que intentan descubrir a los infectados y estos intentan escapar o infectar a todos los demás.
Para 2020 se planeaba hacer una versión completa añadiendo elementos de películas relacionadas antes.

## Precuela
El 14 de octubre de 2011 se estrenó una película homónima que narra los acontecimientos previos a los mostrados en la cinta de John Carpenter. La precuela fue dirigida por Matthijs van Heijningen Jr. y protagonizada por Mary Elizabeth Winstead y Joel Edgerton, entre otros. En esta película se muestran todo lo que sucedió en la estación Thule desde el descubrimiento de la nave espacial en el hielo hasta que dos supervivientes noruegos persiguen al perro infectado que aparece al inicio de la película original, conectando así el final de esta película con el inicio de la original de John Carpenter. La película no recibió críticas muy favorables, teniendo un 5,2 de nota en la página web filmaffinity, 6,2 en IMDb y 4,2 en la puntuación de la audiencia de Rotten Tomatoes.

## Premios
| Premio         | Categoría                  | Receptor(es)    | Resultado |
| -------------- | -------------------------- | --------------- | --------- |
| Premios Saturn | Mejor película de terror   |                 | Nominada  |
| Premios Saturn | Mejores efectos especiales | Rob Bottin      | Nominado  |
| Premios Razzie | Peor banda sonora          | Ennio Morricone | Nominado  |